# Rosario del Ingre
Rosario del Ingre es una localidad de los valles interandinos de Bolivia, en la parte sur del país. Administrativamente se encuentra ubicada en el municipio de Huacareta de la provincia de Hernando Siles en el departamento de Chuquisaca. El pueblo está ubicado en la ribera oeste del río Ingre.
En octubre de 2014, la Festividad Patronal de Rosario del Ingre fue declarada Patrimonio Cultural Inmaterial del pueblo boliviano, mediante la Ley N°580.

## Toponimia
Según el conquistador español Diego Centeno, el término proviene del idioma guaraní y significa “donde sale agua hedionda”.

## Historia
En el año 1573 se tuvo referencia de esta población, que era habitada por los indígenas guaraníes que la llamaban Ire, y posteriormente, el poblado fue conocido como Tapere. Ya luego de la independencia de Bolivia, con la iniciativa de algunos colonizadores y de los padres franciscanos, se consiguió el reconocimiento legal del Ingre como pueblo, mediante resolución del 11 de mayo de 1877, durante el gobierno de Hilarión Daza. Es por esto que el 11 de mayo se celebra la fundación de Rosario del Ingre.

## Fiesta patronal
Antes de 1940, los ingreños realizaban un largo peregrinaje de más de 100 km hasta Entre Ríos, ubicada en el departamento de Tarija, debiendo cruzar el río Pilcomayo en medio de peligros propios de un viaje largo. Esas peripecias, sumadas a las dificultades naturales de descuidar el ganado y las haciendas, motivaron a uno de los peregrinos llamado Paulino Murillo a traerse la fiesta hasta Rosario del Ingre. Desde ese año los pobladores del Rosario del Ingre decidieron implantar la celebración de la Virgen de Guadalupe de Rosario de Ingre, haciendo coincidir con la festividad de la Virgen de Rosario y Virgen de Guadalupe que es celebrada del 6 al 9 de octubre.
La fiesta patronal se celebra cada 8 de octubre y tiene dos motivaciones fundamentales: la primera, la fiesta a la Virgen del Rosario, la segunda a la Virgen de Guadalupe.